# Shoshin
Shoshin (初心 giapponese; cinese 初心 chūxīn, coreano 초심 ch'osim, vietnamita sơ tâm) è la pronuncia in giapponese dei caratteri cinesi 初心 a loro volta resa in lingua cinese dei termini sanscriti nava-yāna-saṃprasthita e anche  prathama-citta che indicano la mente del novizio buddista, ovvero la mente che 'decide' di iniziare la pratica religiosa buddista. 
In particolare, nel Buddismo Zen viene inteso come "Mente del principiante" riferendosi al possedere un atteggiamento di apertura, determinazione, passione e assenza di preconcetti quando si studia una materia, anche quando si studia ad un livello avanzato, proprio come farebbe un principiante. Il termine è anche utilizzato nelle arti marziali giapponesi.
Questa termine fu spesso utilizzato dal maestro buddista giapponese di scuola Sōtō Zen, Shunryū Suzuki (鈴木俊隆, 1904-1971) e posto a titolo di una sua opera, largamente diffusa in Occidente, Zen Mind, Beginner's Mind, che riflette il suo tipico insegnamento sulla pratica Zen: 